# Байрон (Іллінойс)
Байрон (англ. Byron) — місто (англ. city) в США, в окрузі Оґл штату Іллінойс. Населення — 3784 особи (2020).

## Географія
Байрон розташований за координатами 42°7′37″ пн. ш. 89°15′46″ зх. д. / 42.12694° пн. ш. 89.26278° зх. д. (42.127081, -89.262726).  За даними Бюро перепису населення США в 2010 році місто мало площу 9,25 км², з яких 9,25 км² — суходіл та 0,00 км² — водойми.

## Демографія
Згідно з переписом 2010 року, у місті мешкали 3753 особи в 1433 домогосподарствах у складі 955 родин. Густота населення становила 406 осіб/км².  Було 1508 помешкань (163/км²).
Расовий склад населення:
| - 96,3 % — білих - 0,9 % — чорних або афроамериканців - 0,5 % — азіатів - 0,1 % — корінних американців |

До двох чи більше рас належало 1,6 %. Частка іспаномовних становила 2,9 % від усіх жителів.
За віковим діапазоном населення розподілялося таким чином: 28,7 % — особи молодші 18 років, 57,2 % — особи у віці 18—64 років, 14,1 % — особи у віці 65 років та старші. Медіана віку мешканця становила 35,3 року. На 100 осіб жіночої статі у місті припадало 87,9 чоловіків;  на 100 жінок у віці від 18 років та старших — 83,7 чоловіків також старших 18 років.
Середній дохід на одне домашнє господарство  становив 65 897 доларів США (медіана — 49 345), а середній дохід на одну сім'ю — 74 263 долари (медіана — 65 227). За межею бідності перебувало 5,3 % осіб, у тому числі 5,0 % дітей у віці до 18 років та 4,4 % осіб у віці 65 років та старших.
Цивільне працевлаштоване населення становило 1689 осіб. Основні галузі зайнятості: освіта, охорона здоров'я та соціальна допомога — 31,9 %, виробництво — 14,5 %, транспорт — 10,5 %, мистецтво, розваги та відпочинок — 7,8 %.